# Ninga (Manitoba)
Pour les articles homonymes, voir Ninga.
Ninga est un hameau du Manitoba située au sud-ouest de la province dans la municipalité rurale de Morton. Ninga est situé entre les localités de Boissevain et de Killarney.